# قلعة قلات
 قلعة قلات  قلعة تاريخية تقع على قمة جبل جص تبعد عن مدينة بستك حوالى 400 متر، القلعة واقعة جنوب مدينة بستك وتقع في البلدة المركزية (بالفارسية: بخش مركزى ) والتابعة لمقاطعة بستك في محافظة هرمزگان في جنوب غرب إيران.
كانت القلعة تابعة لإمارة بستك العباسية أيام حكم العباسيون للمنطقة، يعود تاريخ بناء القلعة إلى عهد الشيخ شيخ محمد خان بستكى المشهور بـ(شيخ محمد ديده بان) ويعتبر واحدا من المعالم والآثار المهمة في مدينة بستك . حيث يطل على المدينة من جهت الجنوب على ارتفاع 700 متر من سطح البحر. كذلك تسمى القلعة باسم (قلعة خان بستك). بني القلعة فبل 280 سنة، وكان مقر الحكم في تلك الفترة، يوجد آثار عدة في فناء القلعة من المخازن وبرك لحفظ مياء ألأمطار ومخازن للأسلحة.